# Hockey Club Settequerce
L'Hockey Club Settequerce (in tedesco Hockey Club Siebeneich) è stata una società di hockey su ghiaccio italiana, con sede a Settequerce, frazione di Terlano. Il campo di casa era tuttavia la pista da ghiaccio Sill di Bolzano.
Non ha mai militato in massima serie, ma vanta sette partecipazioni alla seconda serie, chiamata serie B o A2, a seconda delle stagioni.
A lungo farm team dell'HC Bolzano, sospese l'attività seniores al termine della stagione 2005-2006. I suoi giocatori migliori confluirono nel neonato HC Future Bolzano, assieme a quelli dell'EV Bozen 84 e delle giovanili dell'HC Bolzano,. Tale compagine si iscrisse alla serie A2, terminando tuttavia l'attività seniores dopo una sola stagione.